# Молитва над Дарами
Молитва над Дарами (лат. Oratio surep oblata) — часть мессы латинского обряда, завершающая обряд приготовления даров и обеспечивающая переход к Евхаристической молитве.
Молитва над Дарами произносится настоятелем и относится к частному последованию (проприю), то есть тексты молитвы изменяются в течение года и зависят от периода литургического года и дня церковного календаря. Изменяемый текст молитвы предваряется фиксированным призывом священника: «Молитесь, братья и сёстры, чтобы моя и ваша жертва была угодна Богу Отцу всемогущему», на что народ отвечает «Да примет Господь эту жертву из рук твоих во хвалу и славу имени Своего, ради блага нашего и всей Церкви Своей Святой». Затем священник складывает руки и произносит молитву над Дарами. Её основу, как правило, составляет обращённая к Богу просьба принять предложенные Дары, иногда дополняемая другими интенциями.
Пример молитвы над Дарами Рождественского времени:
Приими, Господи, приношения наши, да соединят они нас с Тобою и, принося Тебе от Твоих даров, да удостоимся мы и Тебя принять как бесценный дар. Молим Тебя через Христа Господа нашего
Молитва на Дарами совершается сразу после обряда приготовления даров. По её окончании диалогом Sursum corda начинается Евхаристическая молитва (анафора).
До литургической реформы, проведённой после Второго Ватиканского собора молитва над Дарами также именовалась «Secreta» (Тайная), поскольку произносилась священником вполголоса. После реформы произносится в ординарном чине мессы в полный голос.